# Calyptranthes sessilis
Calyptranthes sessilis är en myrtenväxtart som beskrevs av Mcvaugh. Calyptranthes sessilis ingår i släktet Calyptranthes och familjen myrtenväxter. IUCN kategoriserar arten globalt som otillräckligt studerad. Inga underarter finns listade i Catalogue of Life.